# Desa Angsokah
Desa Angsokah är en administrativ by i Indonesien.   Den ligger i provinsen Jawa Timur, i den västra delen av landet, 700 km öster om huvudstaden Jakarta. Desa Angsokah ligger på ön Madura.